# Djupedalen
Das Djupedalen ist ein mit Gletschereis angefülltes Tal im ostantarktischen Königin-Maud-Land. Am Westrand der Orvinfjella trennt es die Filchnerberge vom benachbarten Mühlig-Hofmann-Gebirge.
Luftaufnahmen und Vermessungen der Dritten Norwegischen Antarktisexpedition (1956–1960) dienten der Kartierung. Sein norwegischer Name bedeutet ins Deutsche übersetzt „Tiefes Tal“.